# Kanal Charleroi-Brüssel

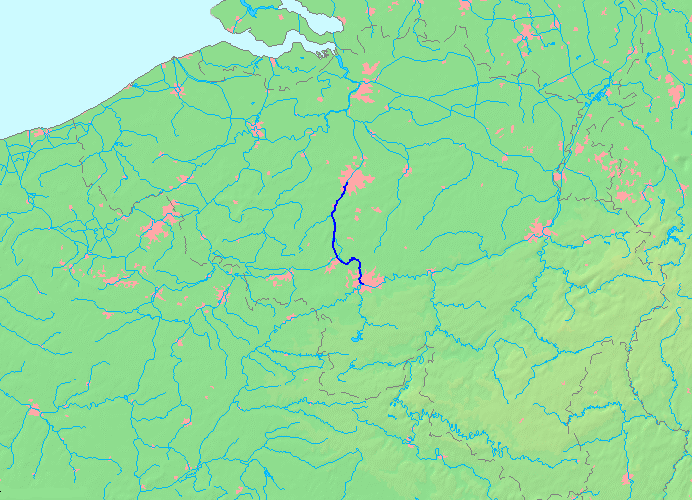
Lage des Kanals von Charleroi (unten) nach Brüssel in Belgien

Der Kanal Charleroi–Brüssel (französisch Canal de Charleroi à Bruxelles) ist ein Schifffahrtskanal in Belgien, der die Städte Charleroi und Brüssel verbindet. Der heutige Kanal hat eine Länge von 74 Kilometern.

## Geschichte

Geostete (Norden ist rechts) Generalkarte von 1839

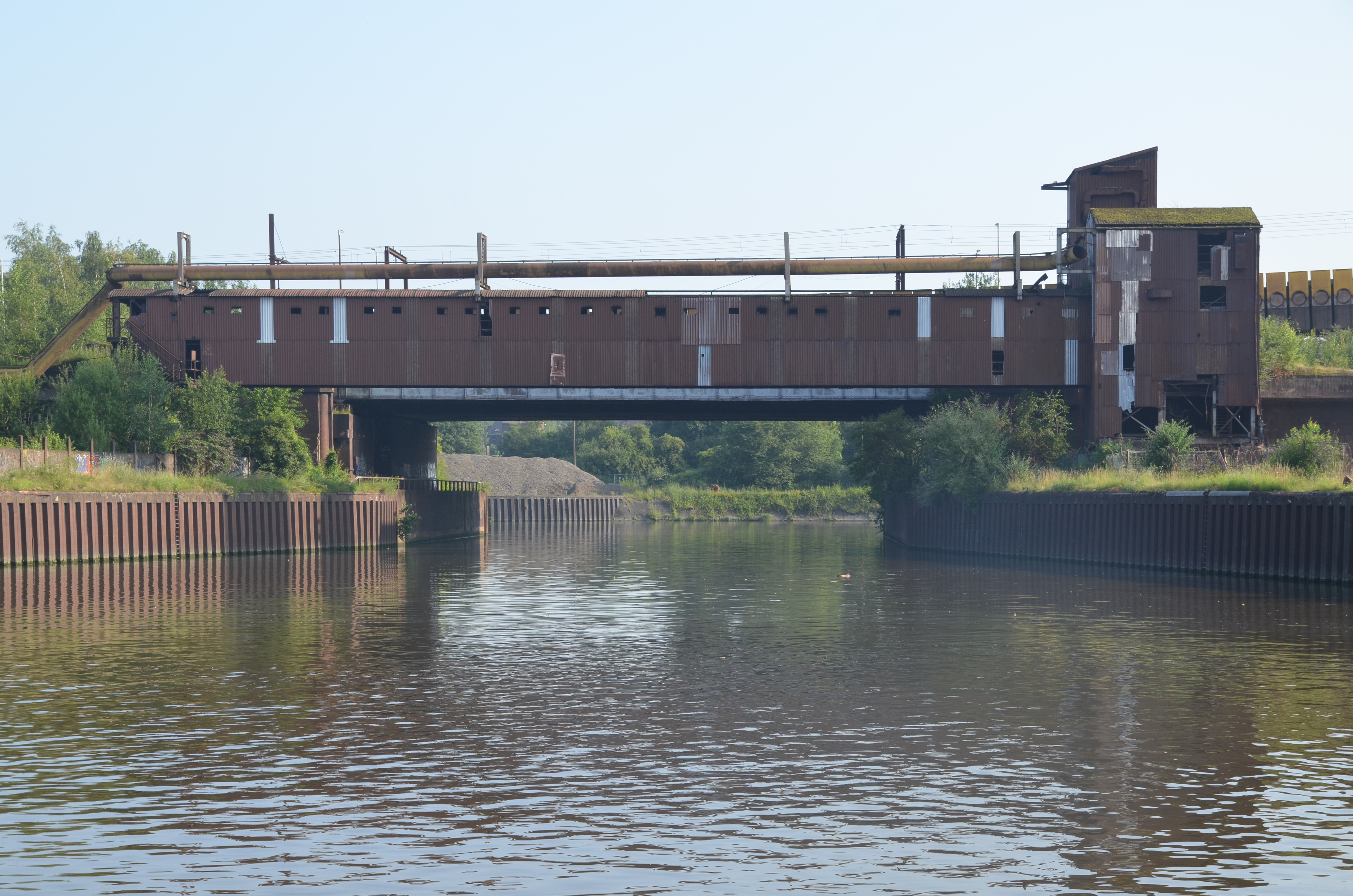
Abzweig des Kanals aus der Sambre in Charleroi

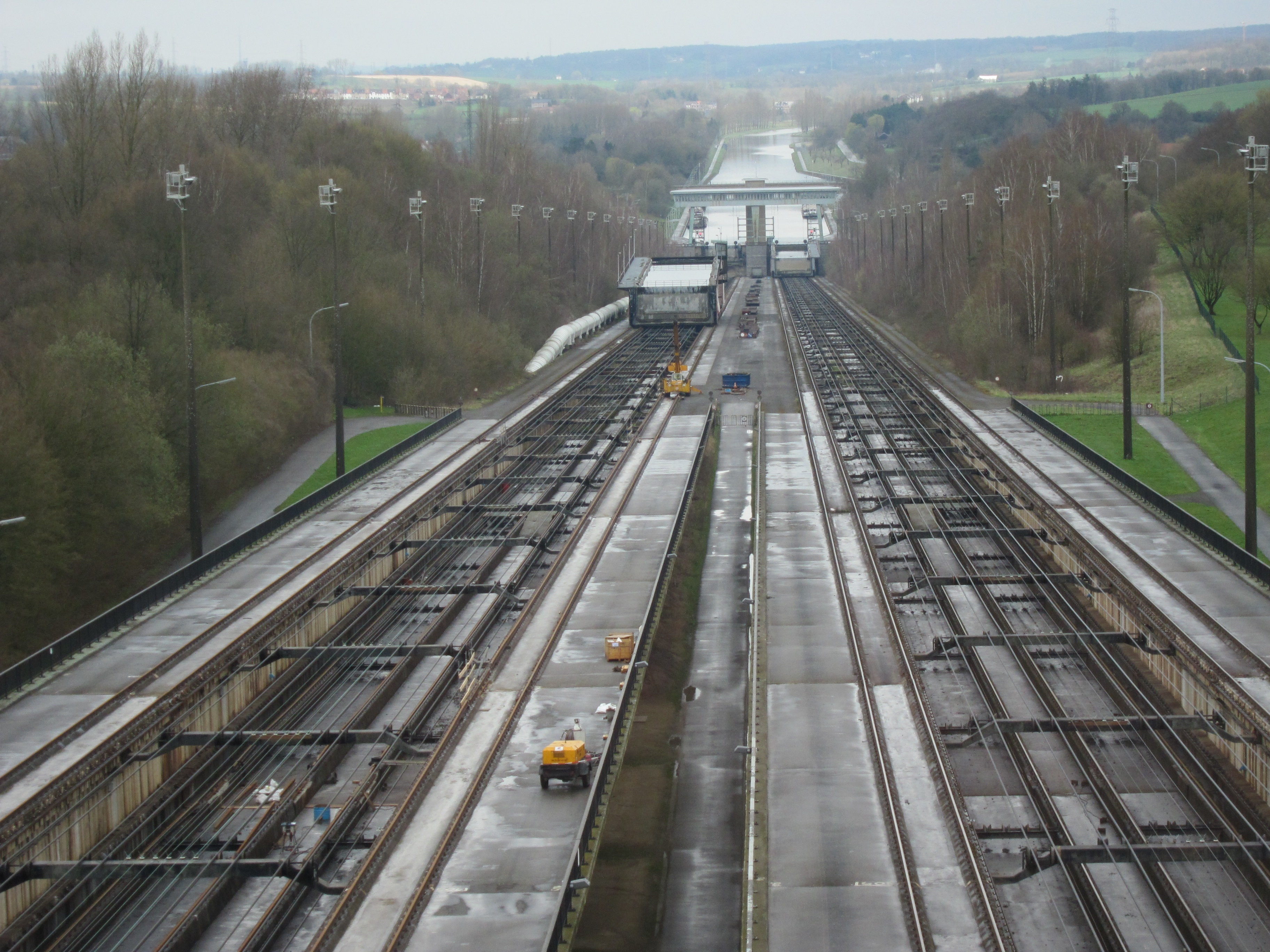
Schiffshebewerk Ronquières

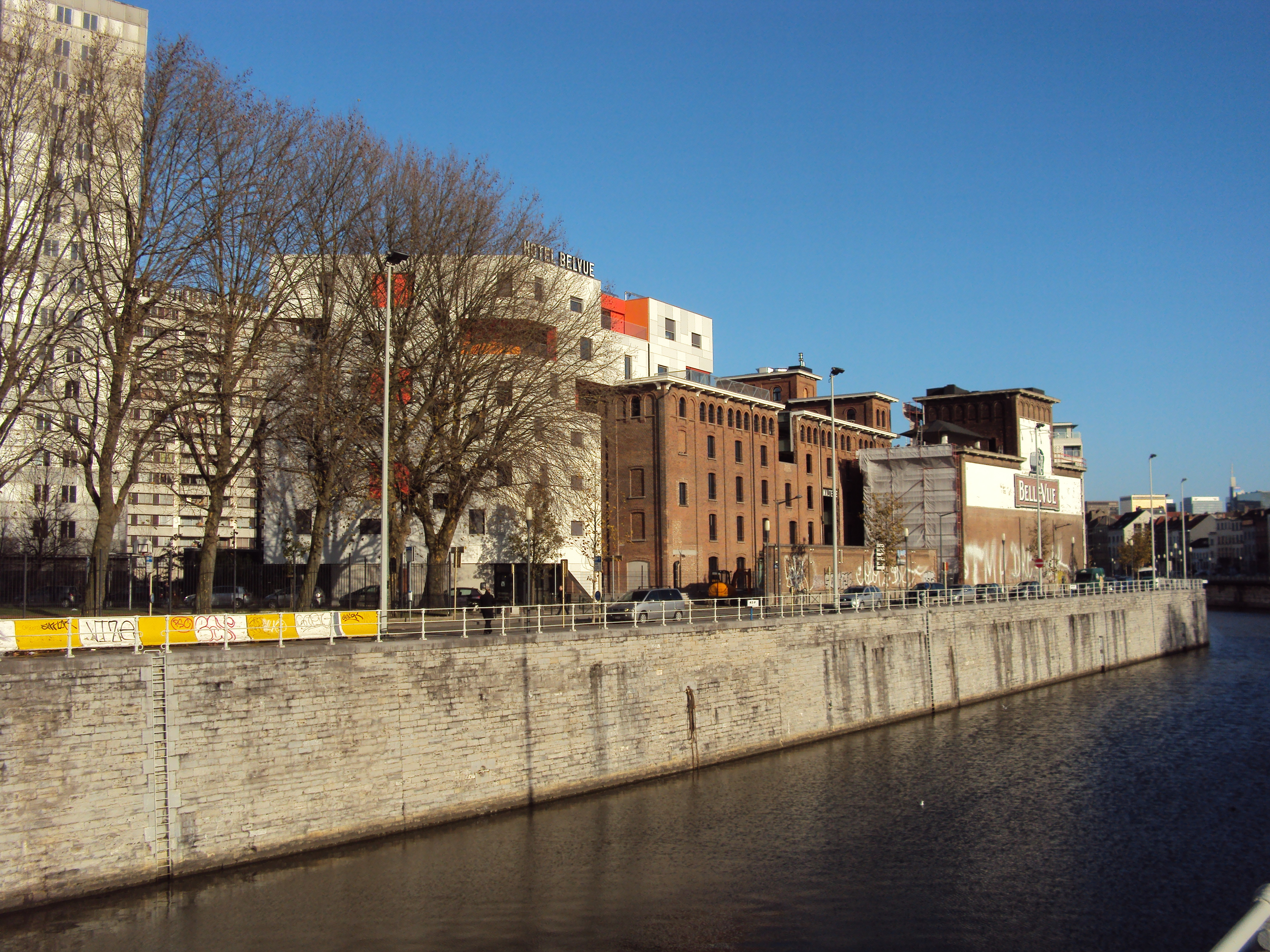
Westliches Kanalufer am Quai du Hainaut (östliche Grenze von Molenbeek) mit der ehemaligen Bellevue-Brauerei

Bereits im Jahr 1531 genehmigte Karl V. den Bau eines Kanals, der die Schelde bei Willebroek über Brüssel mit Charleroi verbinden sollte. Mit dem Bau wurde jedoch erst 1550 auf Anordnung von Maria von Ungarn, damals Statthalterin der Niederlande, begonnen. 1561 wurden jedoch die Bauarbeiten eingestellt, nachdem Brüssel erreicht war.
Mit der industriellen Revolution erwachte jedoch neues Interesse an einer Weiterführung des Kanals, da es in der Umgebung von Charleroi große Kohlevorkommen gab. Die Erdarbeiten für den Bau des Kanals Charleroi–Brüssel begannen am 2. April 1827, am 1. August wurde der Grundstein für den Tunnel von La-Bête-Refaite gelegt (Länge: 1267 Meter, Breite: 3 Meter). Obwohl die Arbeiten durch die Ereignisse von 1830 (der Unabhängigkeitskampf Belgiens) und auch kurz darauf durch Geldmangel verzögert wurden, konnte der Kanal am 22. September 1832 feierlich eingeweiht werden. 
Der Kanal wurde zunächst nur mit relativ kleinem Querschnitt gebaut und war nur für 70-Tonnen-Schiffe geeignet. Deshalb begannen schon kurz darauf die Erweiterungsarbeiten. Von 1854 bis 1914 wurden die Arbeiten so weit vorangetrieben, dass zwischen Charleroi und Clabecq 300-Tonnen-Schiffe verkehren konnten. Zwischen 1882 und 1885 wurde als Ersatz für den La-Bête-Refaite-Tunnel der 1050 Meter lange und 8 Meter breite Tunnel de Godarville gebaut.
Nach dem Ersten Weltkrieg konnten die Arbeiten wieder aufgenommen werden. Diesmal ging es darum, den Abschnitt Clabecq–Brüssel für 1350-Tonnen-Schiffe zu erweitern. Der Gedanke, auch Charleroi für 1350-Tonnen-Schiffe erreichbar zu machen, entstand nach dem Zweiten Weltkrieg auf Grund verstärkter Transporte Richtung Antwerpen.
Im Zusammenhang mit dem Bau des Schiffshebewerks Ronquières in den Jahren 1962 bis 1968, das 14 Schleusen ersetzte, wurde der Abschnitt südlich von Ronquières weitgehend neu trassiert. Der alte Kanal blieb überwiegend erhalten und ist teilweise für den Freizeitverkehr befahrbar. Die Schleuse Nr. 5F mit einer Fallhöhe von 13,30 Meter bei Ittre nördlich von Ronquières ist seitdem die höchstgelegene Schleuse im Verlauf des Kanals.

## Verlauf
Wichtigstes Bauwerk am Kanal ist das Schiffshebewerk Ronquières, das in der Form eines Schrägaufzugs konstruiert ist. Auf einer Länge von 1432 Metern wird ein Höhenunterschied von knapp 68 Metern überwunden. Die Schiffe werden dazu in wassergefüllten Trögen bewegt, von denen das Hebewerk zwei voneinander unabhängig arbeitende aufweist.

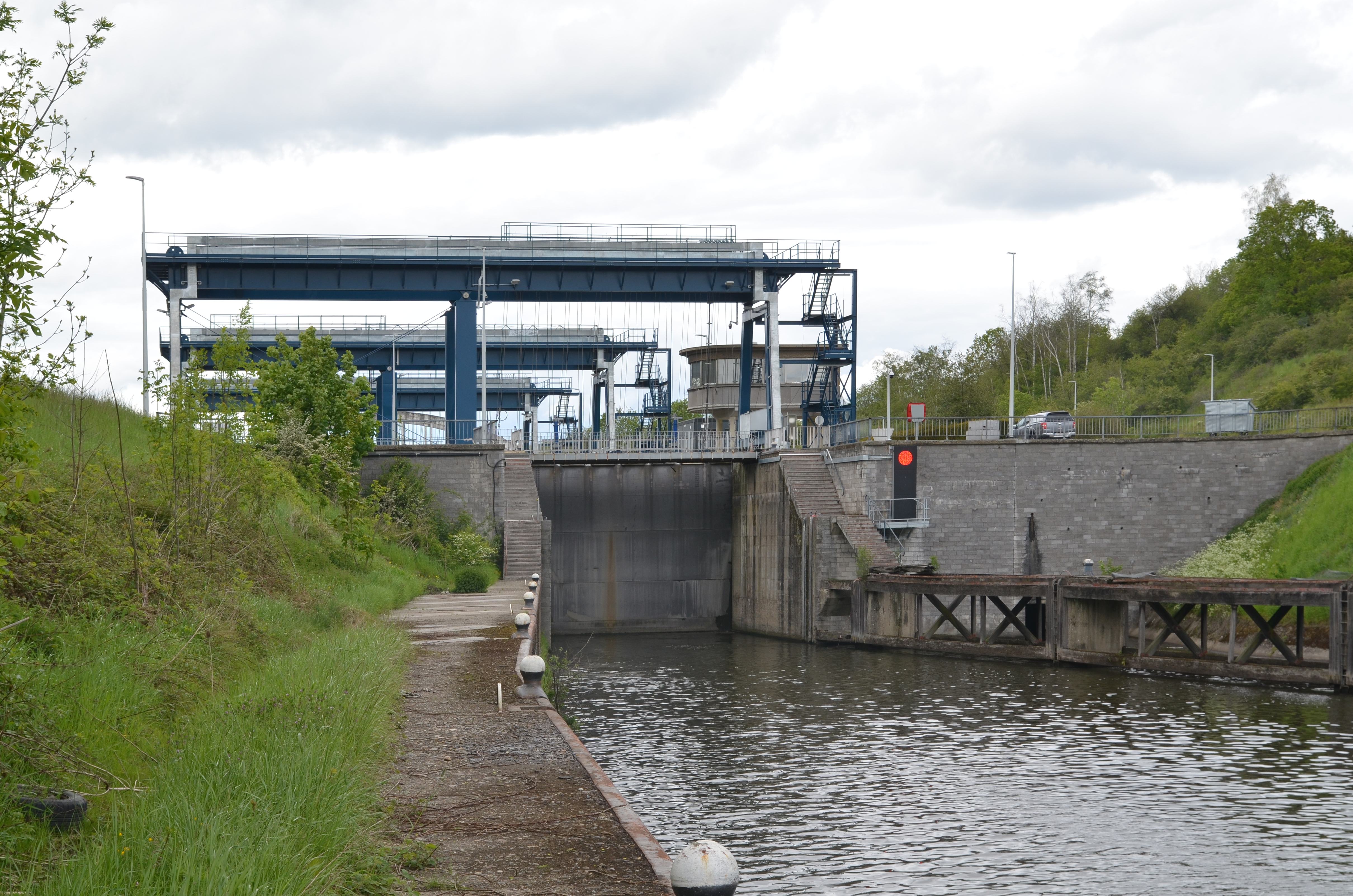
Schleuse Nr. 2F bei Gosselies
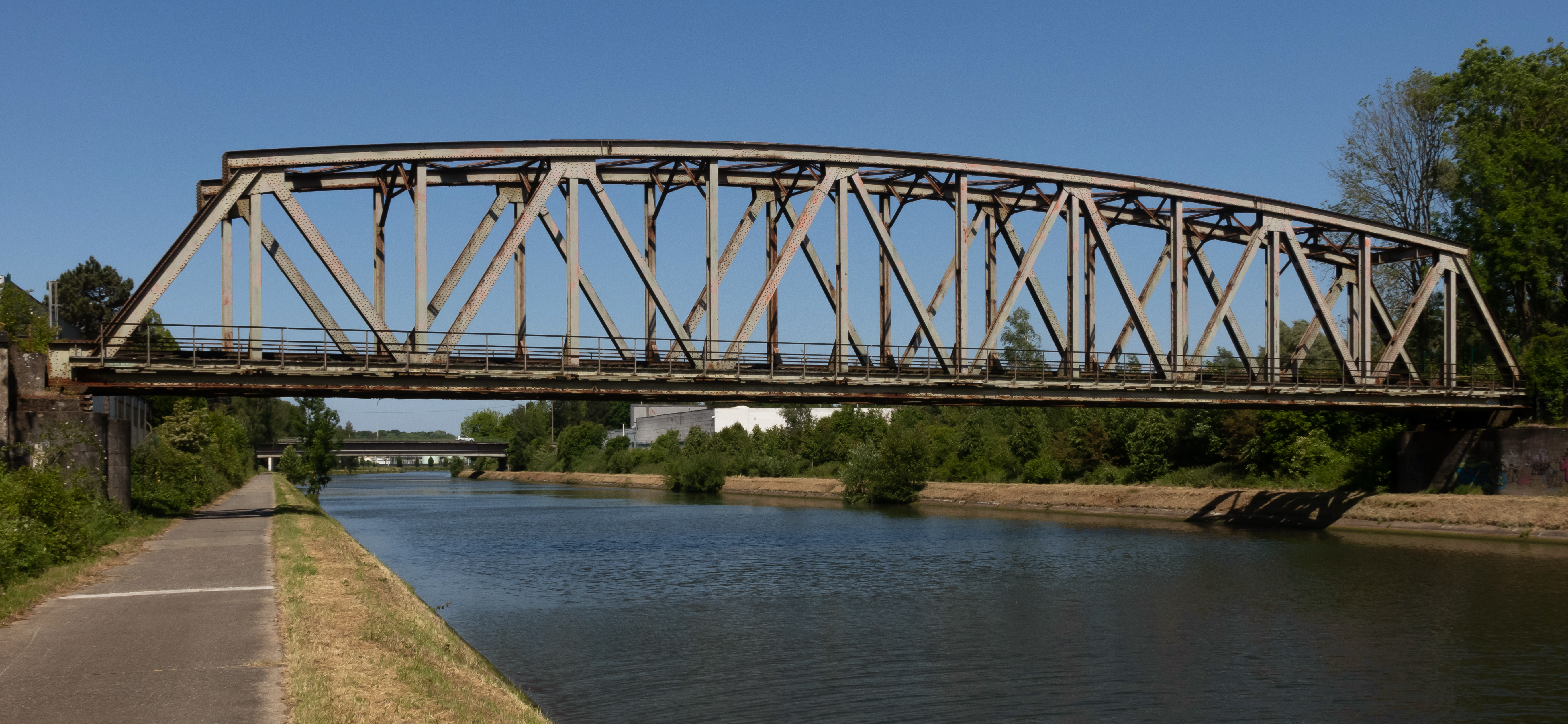
Bahnbrücke über den neu trassierten Kanal bei Seneffe
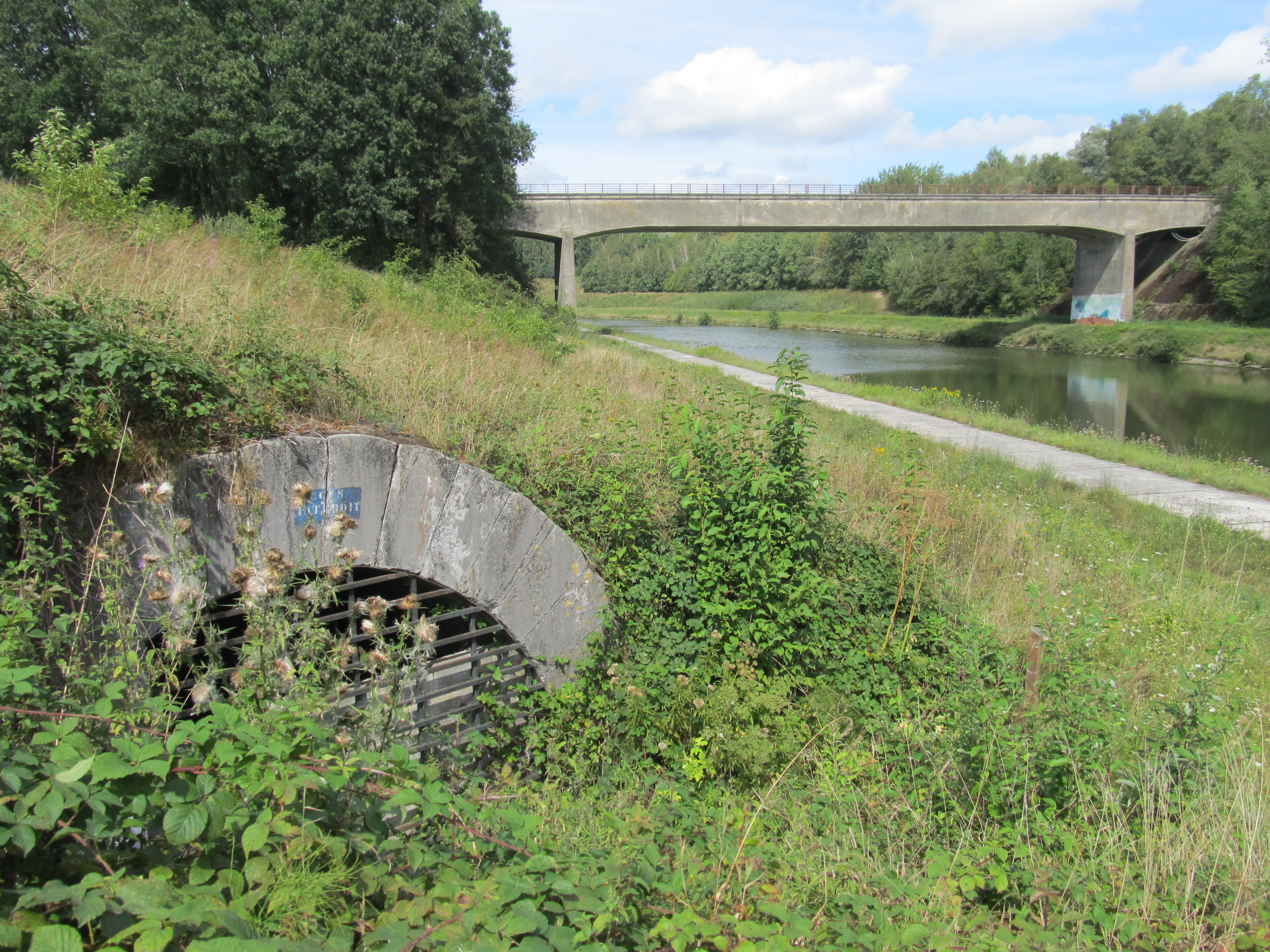
Neuer Kanal bei Seneffe, links das Südportal des Tunnel de La-Bête-Refaite
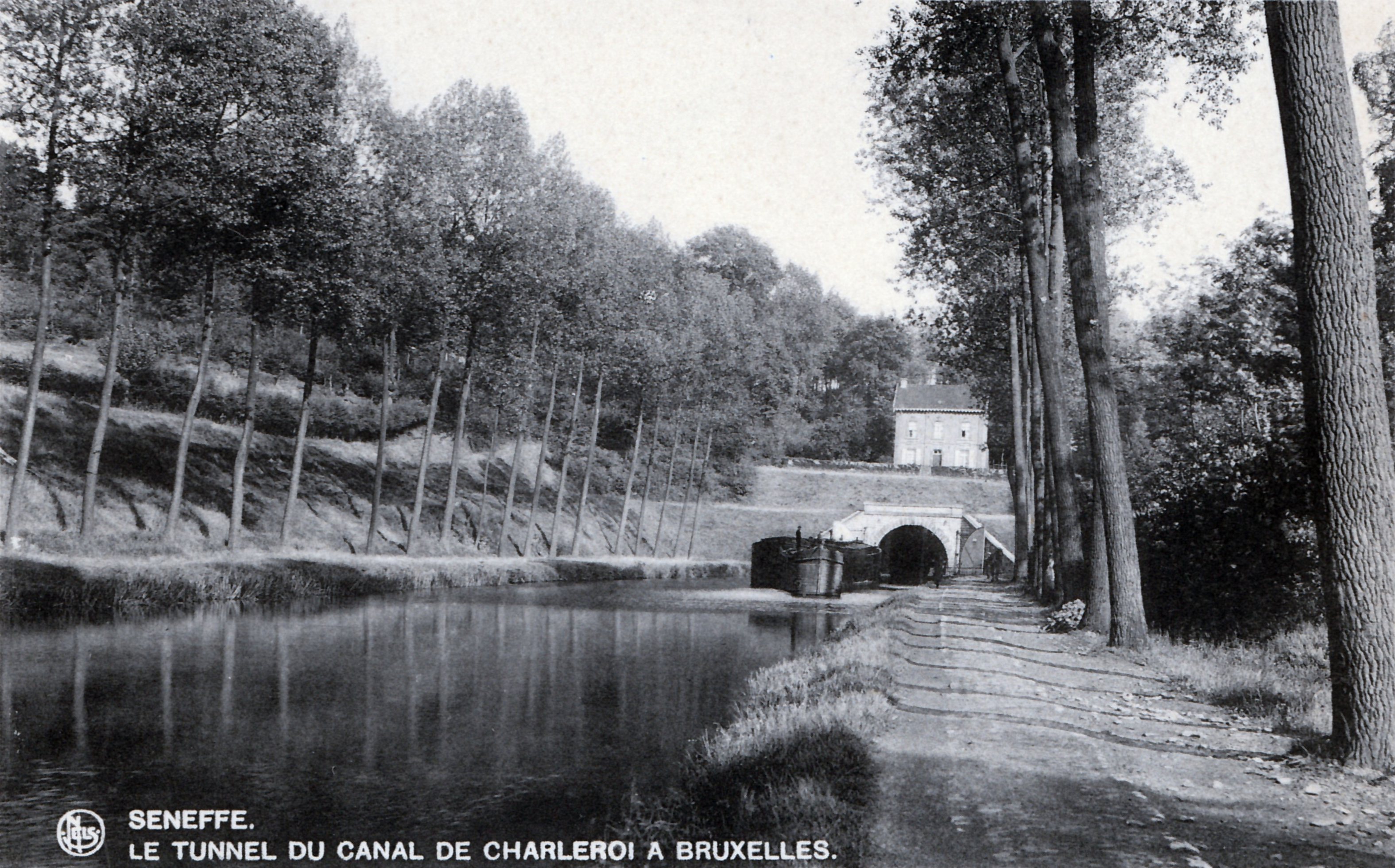
Alter Kanal mit Nordportal des Tunnel de Godarville bei Seneffe
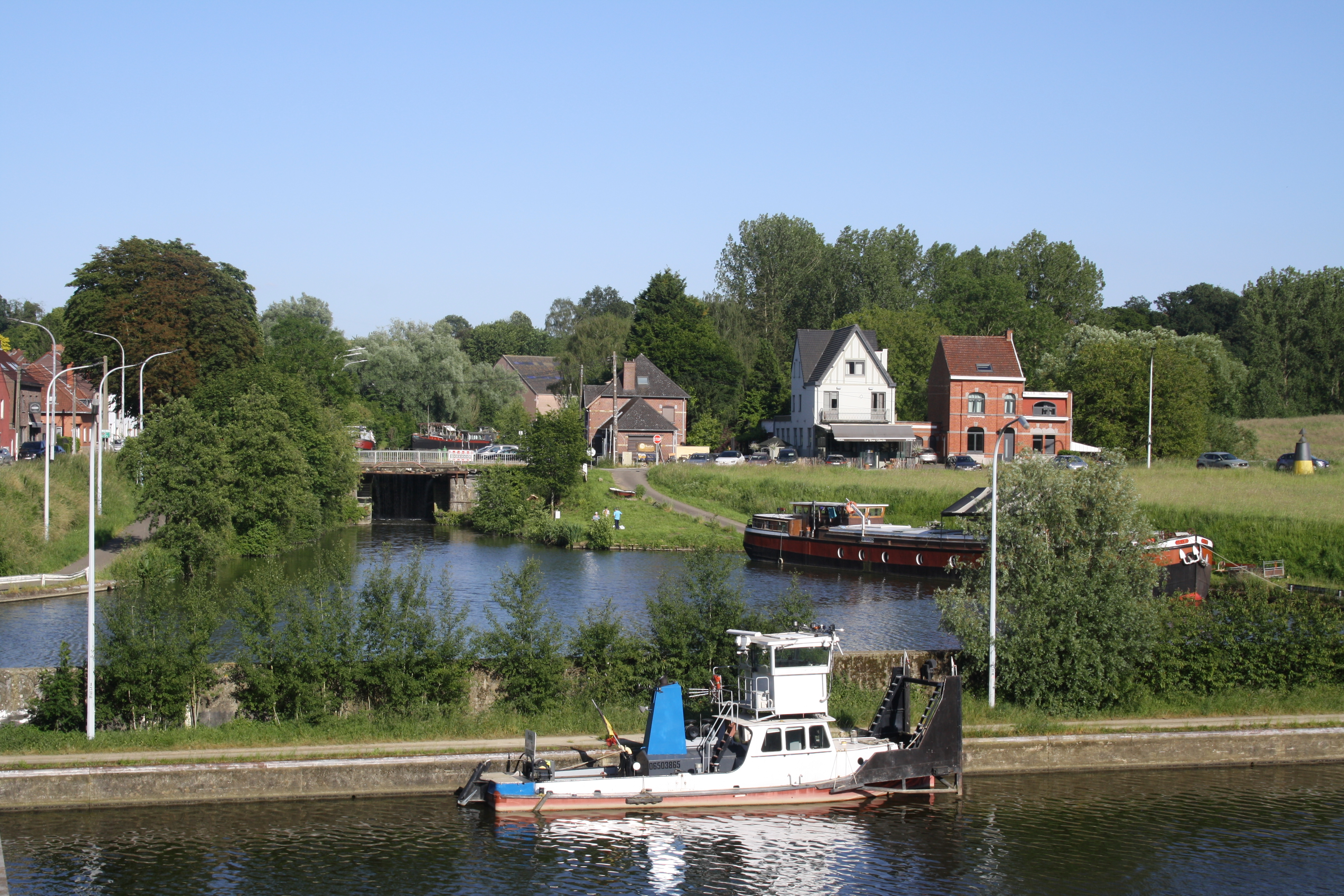
Neuer (vorn) und alter Kanal in Ronquières
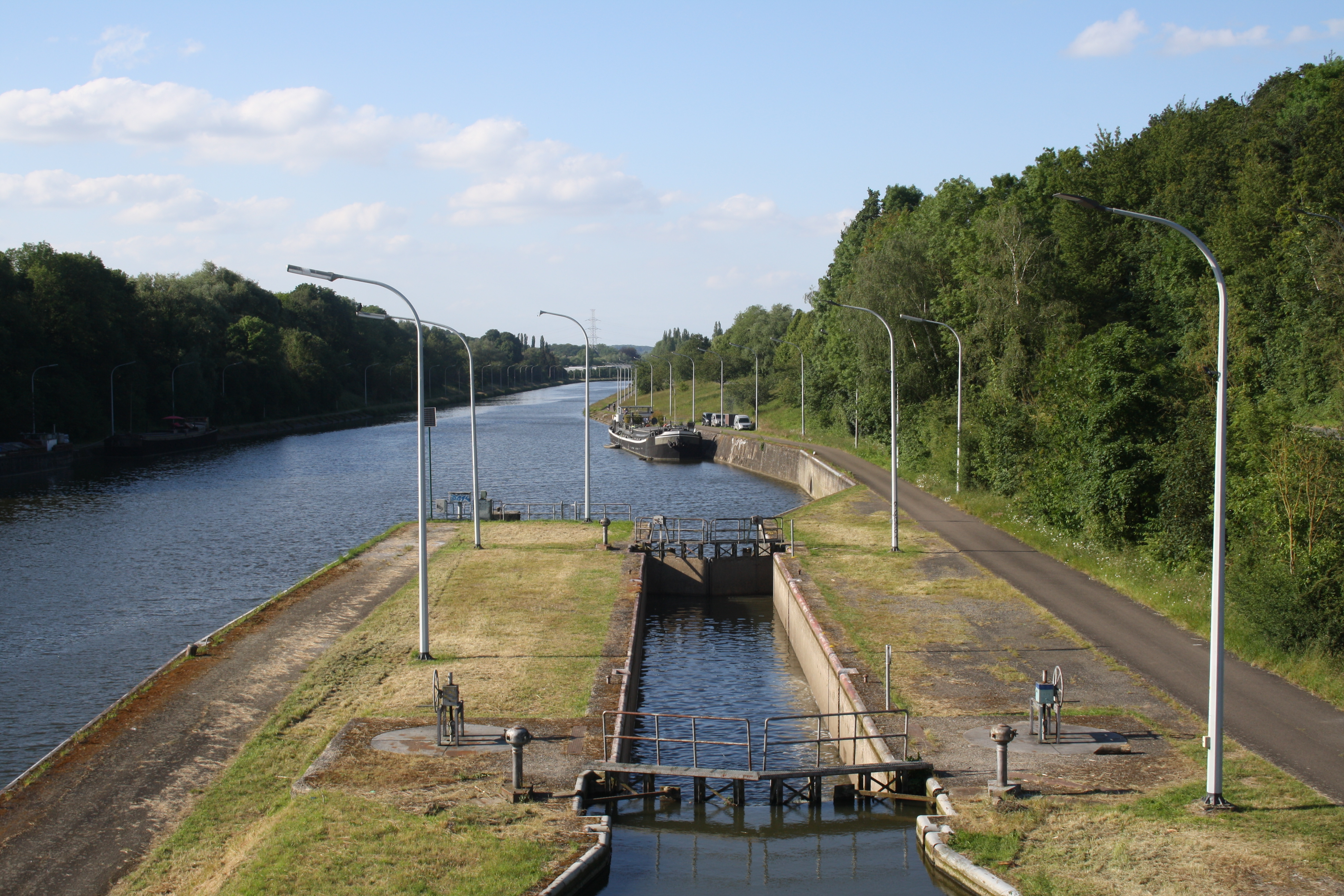
Verzweigung von altem (mit Schleuse) und neuem Kanal (links) bei Ronquières
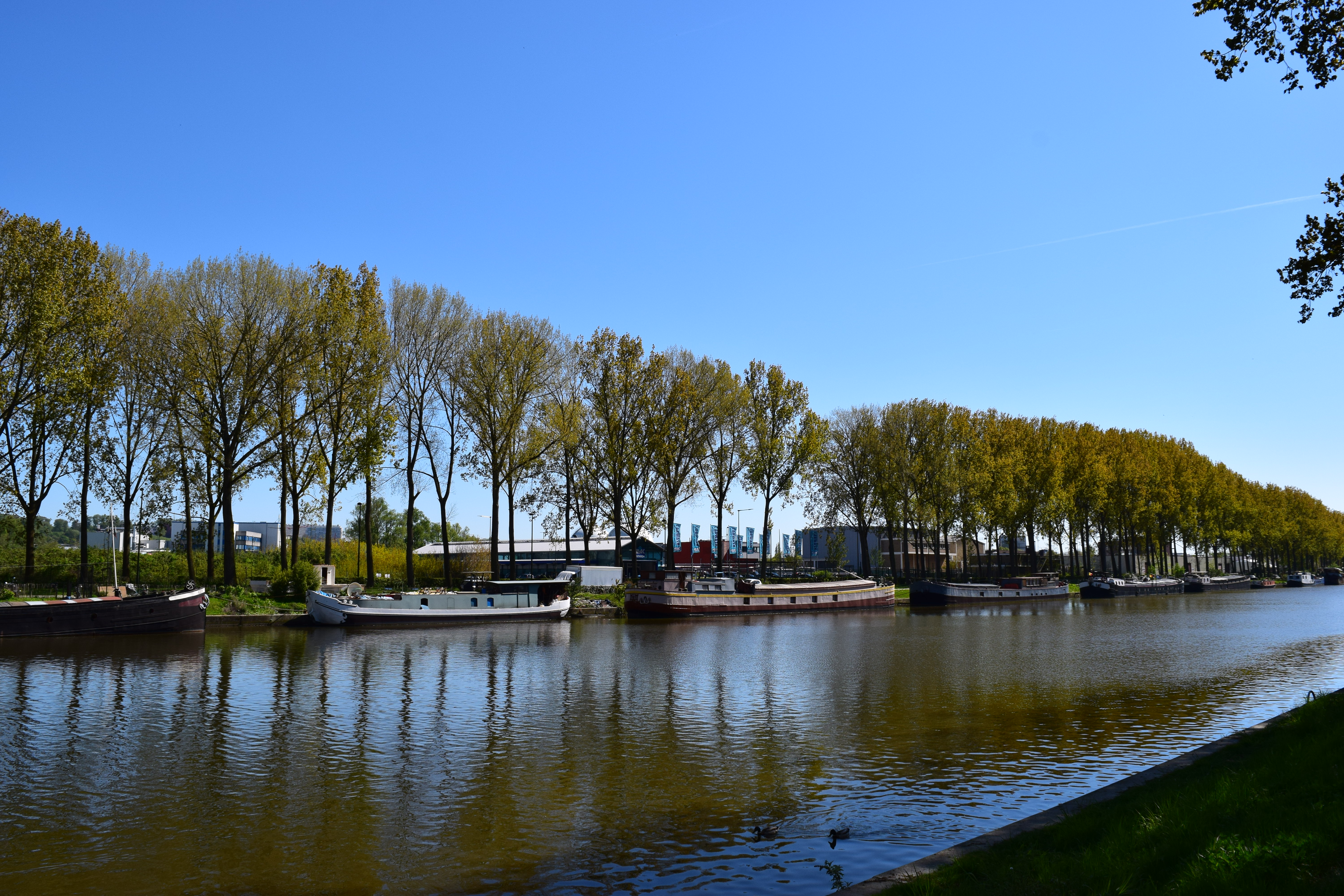
Hausboote am Kanal in Anderlecht-Vaartdijk
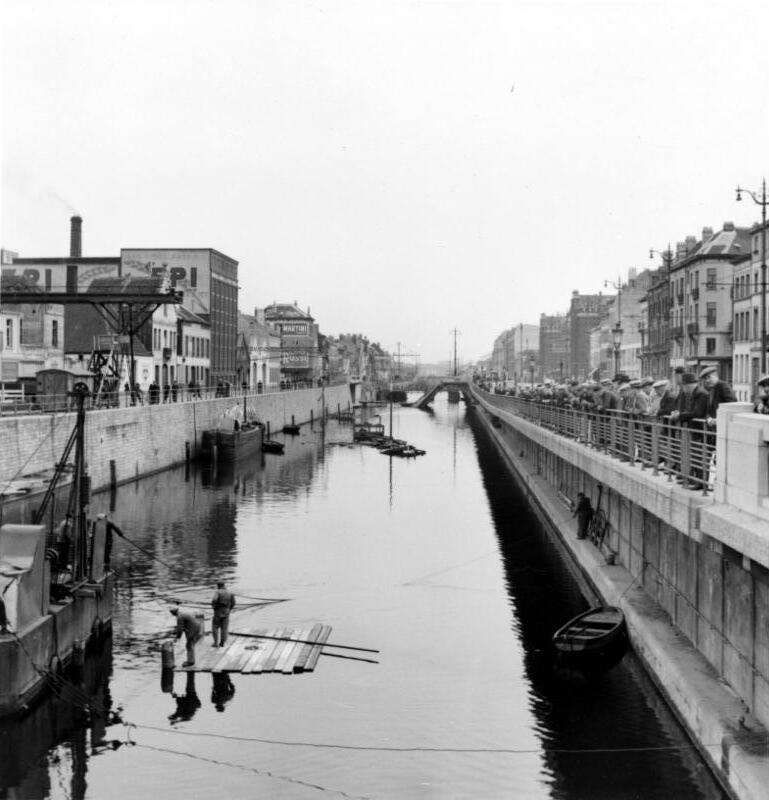
Zerstörungen nach der Schlacht um Belgien an der Porte de Flandre in Brüssel (1940)